# Liste von Terroranschlägen in Ägypten
Die Liste von Terroranschlägen in Ägypten beinhaltet eine Übersicht über in Ägypten geschehene Terroranschläge.
Zur großen Übersicht siehe Liste von Terroranschlägen.

## Erläuterung
In der Spalte Politische Ausrichtung ist die politische bzw. weltanschauliche Einordnung der Täter angegeben: faschistisch, rassistisch, nationalistisch, nationalsozialistisch, sozialistisch, kommunistisch, antiimperialistisch, islamistisch (schiitisch, sunnitisch, deobandisch, salafistisch, wahhabitisch), hinduistisch. Bei vorrangig auf staatliche Unabhängigkeit oder Autonomie zielender Ausrichtung ist autonomistisch vorangestellt, gefolgt von der Region oder der Volksgruppe und ggf. weiteren Merkmalen der Täter: armenisch, irisch (katholisch), kurdisch, tirolisch, tschetschenisch, dagestanisch, punjabisch (sikhistisch), palästinensisch.
Die Opferzahlen der Anschläge werden farbig dargestellt:

Die Zahl bei den Anschlägen getöteter/verletzter Täter ist in Klammern ( ) gesetzt.

## Liste
| Datum/Beginn       | Ort                 | Gouvernement                  | Artikel/Quelle(n)                                 | Täter                                                               | Politische Ausrichtung                                                            | Mittel                                                                 | Ziel                                                                                | Tote      | Verletzte | Hintergrund                           |
| ------------------ | ------------------- | ----------------------------- | ------------------------------------------------- | ------------------------------------------------------------------- | --------------------------------------------------------------------------------- | ---------------------------------------------------------------------- | ----------------------------------------------------------------------------------- | --------- | --------- | ------------------------------------- |
| 02. Oktober 1981   | Kairo               | al-Qahira                     | [ 1 ]                                             | vermutlich Front der Standhaftigkeit                                |                                                                                   | Sprengstoff                                                            | Hochzeit                                                                            | 3         | 56        | Nahostkonflikt                        |
| 07. Oktober 1981   | Asyut               | Asyut                         | [ 2 ]                                             |                                                                     |                                                                                   | Sturmgewehre, Granaten                                                 | Polizeihauptquartier                                                                | 54        | 0         |                                       |
| 08. Juni 1993      | Kairo               | al-Qahira                     | [ 3 ]                                             | al-Dschamāʿa al-islāmiyya                                           | sunnitisch-islamistisch                                                           | Sprengsatz auf Fahrrad                                                 | Britische Touristen in Bus                                                          | 1         | 22        |                                       |
| 25. November 1993  | Kairo               | al-Qahira                     | [ 4 ]                                             | al-Dschihad                                                         | sunnitisch-islamistisch                                                           | Sprengstoff (Fernauslöser)                                             | Atif Sidqi                                                                          | 1         | 20        |                                       |
| 18. September 1997 | Kairo               | al-Qahira                     | Anschlag auf Touristen in Kairo 1997              |                                                                     |                                                                                   | Schusswaffen, Molotowcocktails                                         | Touristen, Bus                                                                      | 10        | 26 (+2)   |                                       |
| 13. Oktober 1997   | al-Minya            | al-Minya                      | [ 6 ] [ 7 ] [ 8 ]                                 | al-Dschamāʿa al-islāmiyya                                           | sunnitisch-islamistisch                                                           | Schusswaffen                                                           | Polizisten                                                                          | 33        | 0         |                                       |
| 17. November 1997  | Luxor               | al-Uqsur                      | Anschlag von Luxor 1997                           | al-Dschamāʿa al-islāmiyya                                           | sunnitisch-islamistisch                                                           | Automatische Schusswaffen, Metzgermesser                               | Touristen, Totentempel der Hatschepsut, Polizisten, Zivilisten                      | 62        | 26 (+1)   |                                       |
| 07. Oktober 2004   |                     | Dschanub Sina                 | [ 10 ]                                            | Tawhid al-Jihad, Abdullah Azzam Brigades, al-Dschamāʿa al-islāmiyya | salafistisch, wahhabitisch, sunnitisch-islamistisch, islamisch-fundamentalistisch | Autobomben                                                             | Hotel, Restaurant, Camp                                                             | 34        | 171       | Israelisch-Palästinensischer Konflikt |
| 23. Juli 2005      | Scharm asch-Schaich | Dschanub Sina                 | [ 11 ]                                            | Tawhid al-Jihad, Abdullah Azzam Brigades                            | salafistisch, wahhabitisch, sunnitisch, islamisch-fundamentalistisch              | 3 Selbstmordattentäter mit Autobomben                                  | Hotels, Touristen, Zivilisten                                                       | 88 (+3)   | 110       | Israelisch-Palästinensischer Konflikt |
| 24. April 2006     | Dahab               | Dschanub Sina                 | [ 12 ]                                            | Tawhid al-Jihad                                                     | salafistisch, wahhabitisch                                                        | 3 Sprengsätze                                                          | Bar, Supermarkt, Touristen, Zivilisten                                              | 18        | 87        | Israelisch-Palästinensischer Konflikt |
| 22. Februar 2009   | nahe Kairo          | al-Qahira                     | [ 13 ]                                            |                                                                     |                                                                                   | Sprengsatz                                                             | Markt                                                                               | 1         | 25        |                                       |
| 01. Januar 2011    | Alexandria          | al-Iskandariyya               | Terroranschlag am 1. Januar 2011 in Alexandria    | vermutlich Dschaisch al-Islam                                       | salafistisch, sunnitisch-islamistisch                                             | Selbstmordattentäter                                                   | Kirche, Zivilisten                                                                  | 22 (+1)   | 97        |                                       |
| 02. Mai 2012       | Kairo               | al-Qahira                     | [ 15 ]                                            |                                                                     |                                                                                   | Sprengsätze, Steine, Tränengaskanister, Schusswaffen, Molotowcocktails | Demonstranten                                                                       | 11        | 49        |                                       |
| 16. August 2013    |                     | asch-Scharqiyya               | [ 16 ]                                            |                                                                     |                                                                                   | Schusswaffen                                                           | Militärfahrzeuge                                                                    | 0         | 20        | Sinai-Aufstand                        |
| 19. August 2013    | Rafah               | Schimal Sina                  | [ 17 ]                                            | Muslimische Extremisten                                             | islamisch-fundamentalistisch                                                      | Panzerfäuste, Schusswaffen                                             | Polizeibusse                                                                        | 25        | 3         | Sinai-Aufstand                        |
| 07. Oktober 2013   |                     | Dschanub Sina                 | [ 18 ]                                            | Ansar Bait al-Maqdis                                                | salafistisch                                                                      | Selbstmordattentäter mit Autobombe                                     | Militärgebäude                                                                      | 5 (+1)    | 40        | Sinai-Aufstand                        |
| 20. November 2013  |                     | Schimal Sina                  | [ 19 ]                                            | Ansar Bait al-Maqdis                                                | salafistisch                                                                      | Selbstmordattentäter mit Autobombe                                     | Militärkonvoi                                                                       | 10 (+1)   | 35        |                                       |
| 24. Dezember 2013  | al-Mansura          | ad-Daqahliyya                 | [ 20 ]                                            | Ansar Bait al-Maqdis                                                | salafistisch                                                                      | Selbstmordattentäter mit Autobombe, 2 Sprengsätze                      | Polizeihauptquartier                                                                | 15 (+1)   | 130       |                                       |
| 24. Januar 2014    | Kairo               | al-Qahira, al-Dschiza         | [ 21 ] [ 22 ] [ 23 ] [ 24 ]                       | Wilayat Sinai                                                       | salafistisch, wahhabitisch                                                        | 2 Autobomben, 2 Sprengsätze                                            | Museum für Islamische Kunst, Polizeigebäude, Kino, Polizeistation, Polizeifahrzeuge | 7         | 88        | Aufstand in Ägypten seit 2013         |
| 13. Juli 2014      | al-Arisch           | Schimal Sina                  | [ 25 ] [ 26 ]                                     | Wilayat Sinai                                                       | salafistisch, wahhabitisch                                                        | Raketen                                                                | Markt, Militärlager                                                                 | 8         | 28        | Aufstand in Ägypten seit 2013         |
| 24. Oktober 2014   |                     | Schimal Sina                  | [ 27 ]                                            | Wilayat Sinai                                                       | salafistisch, wahhabitisch                                                        | Selbstmordattentäter mit Autobombe, Panzerfäuste, Schusswaffen         | Kontrollpunkt                                                                       | 33 (+1)   | 28        | Aufstand in Ägypten seit 2013         |
| 29. Januar 2015    | al-Arisch           | Schimal Sina                  | [ 28 ]                                            | IS                                                                  | salafistisch, wahhabitisch                                                        | Selbstmordattentäter mit Autobombe, Mörser                             | Militärstützpunkt, Hotel                                                            | 25 (+1)   | 58        | Aufstand in Ägypten seit 2013         |
| 10. März 2015      | al-Arisch           | Schimal Sina                  | [ 29 ]                                            | IS                                                                  | salafistisch, wahhabitisch                                                        | Selbstmordattentäter mit Autobombe                                     | Polizeistützpunkt                                                                   | 1 (+1)    | 33        | Aufstand in Ägypten seit 2013         |
| 12. April 2015     | al-Arisch           | Schimal Sina                  | [ 30 ]                                            | IS, Egyptian Tawhid and Jihad                                       | salafistisch, wahhabitisch                                                        | Selbstmordattentäter mit Autobombe                                     | Polizeistation, Zivilisten                                                          | 6 (+1)    | 44        | Aufstand in Ägypten seit 2013         |
| 01. Juli 2015      |                     | Schimal Sina                  | [ 31 ] [ 32 ] [ 33 ] [ 34 ] [ 35 ] [ 36 ] [ 37 ]  | IS                                                                  | salafistisch, wahhabitisch                                                        | Mörser, Schusswaffen, Autobomben                                       | Kontrollpunkte, Polizeistation                                                      | 17 (+100) | 50        | Aufstand in Ägypten seit 2013         |
| 09. Juli 2015      | al-Arisch           | Schimal Sina                  | [ 38 ]                                            | IS                                                                  | salafistisch, wahhabitisch                                                        | Sprengsatz                                                             | Polizeibus                                                                          | 0         | 25        | Aufstand in Ägypten seit 2013         |
| 20. August 2015    | Schubra al-Chaima   | al-Qalyubiyya                 | [ 39 ]                                            | IS, Muslimbrüder, Black Bloc                                        | salafistisch, wahhabitisch, panislamisch                                          | Autobombe                                                              | Regierungsgebäude                                                                   | 0         | 29        | Aufstand in Ägypten seit 2013         |
| 24. August 2015    | Rosette             | al-Buhaira                    | [ 40 ]                                            | IS, Muslimbrüder                                                    | salafistisch, wahhabitisch, panislamisch                                          | Sprengsatz                                                             | Polizeibus                                                                          | 3         | 33        | Sinai-Aufstand                        |
| 31. Oktober 2015   |                     | Schimal Sina                  | Kogalymavia-Flug 9268                             | Wilayat Sinai                                                       | salafistisch, wahhabitisch                                                        | Sprengsatz                                                             | Flugzeug                                                                            | 224       | 0         |                                       |
| 11. Dezember 2016  | Kairo               | al-Qahira                     | Anschlag in der Kirche St. Peter und Paul (Kairo) | Muslimbrüder, vermutlich IS                                         | salafistisch, wahhabitisch                                                        | Selbstmordattentäter                                                   | Koptische Kirche                                                                    | 28 (+1)   | 46        |                                       |
| 09. Januar 2017    | al-Arisch           | Schimal Sina                  | [ 44 ]                                            | IS                                                                  | salafistisch, wahhabitisch                                                        | Selbstmordattentäter mit Autobombe, Panzerfäuste, Schusswaffen         | Kontrollpunkt, Zivilisten                                                           | 8 (+6)    | 10 (+3)   | Sinai-Aufstand                        |
| 09. April 2017     | Tanta, Alexandria   | al-Gharbiyya, al-Iskandariyya | Anschläge am Palmsonntag in Ägypten 2017          | IS                                                                  | salafistisch, wahhabitisch                                                        | 2 Selbstmordattentäter                                                 | Kirchen, Polizisten                                                                 | 48 (+2)   | 136       |                                       |
| 18. April 2017     |                     | Dschanub Sina                 | [ 47 ]                                            | IS                                                                  | salafistisch, wahhabitisch                                                        | Schusswaffen                                                           | Kontrollpunkt                                                                       | 1         | 3         | Sinai-Aufstand                        |
| 26. Mai 2017       |                     | al-Minya                      | [ 48 ]                                            | IS                                                                  | salafistisch, wahhabitisch                                                        | Maschinengewehre                                                       | Christliche Zivilisten in Bus                                                       | 30        | 20        |                                       |
| 07. Juli 2017      |                     | Schimal Sina                  | [ 49 ]                                            | IS                                                                  | salafistisch, wahhabitisch                                                        | 2 Selbstmordattentäter mit Autobomben, Maschinengewehre                | Soldaten                                                                            | 23 (+42)  | 26        | Sinai-Aufstand                        |
| 11. September 2017 |                     | Schimal Sina                  | [ 50 ] [ 51 ]                                     | IS                                                                  | salafistisch, wahhabitisch                                                        | Selbstmordattentäter mit Autobombe, Sprengsätze, Maschinengewehre      | Polizeikonvoi, Rettungskräfte                                                       | 18 (+3)   | 10        |                                       |
| 24. November 2017  | Bir al-Abd          | Schimal Sina                  | Anschlag auf die al-Rawda-Moschee                 | Islamischer Staat                                                   | salafistisch, wahhabitisch                                                        | Raketenwerfer, Sprengsätze, Maschinengewehre, Brandstiftung            | Gläubige in Moschee, eintreffende Rettungskräfte                                    | 311+      | 127+      | Sinai-Aufstand                        |
| 02. November 2018  | al-Minya            | al-Minya                      | [ 53 ]                                            | IS                                                                  | salafistisch, wahhabitisch                                                        | Schusswaffen                                                           | Koptische Christen in Bus                                                           | 7         | 20        | Sinai-Aufstand                        |
| 28. Dezember 2018  | Gizeh               | al-Dschiza                    | Anschläge in Ägypten 2018                         | Hasm-Bewegung                                                       | islamistisch                                                                      | Sprengsatz                                                             | Vietnamesische Touristen in Bus                                                     | 4         | 12        | Aufstand in Ägypten seit 2013         |
| 09. April 2019     |                     | Schimal Sina                  | [ 56 ] [ 57 ]                                     | IS                                                                  | salafistisch, wahhabitisch                                                        | Selbstmordattentäter                                                   | Polizeistreife, Zivilisten                                                          | 7 (+1)    | 26        | Sinai-Aufstand                        |
| 5. August 2019     | Kairo               | al-Qahira                     | [ 58 ] [ 59 ]                                     | vermutlich Hasm-Bewegung                                            | islamistisch                                                                      | Selbstmordattentäter mit Autobombe                                     | Krebsforschungsinstitut, Verkehr                                                    | 20 (+1)   | 49        | Sinai-Aufstand                        |
| 30. Juli 2023      | al-Arisch           | Schimal Sina                  | [ 60 ]                                            |                                                                     |                                                                                   | Schusswaffen                                                           | Polizeihauptquartier                                                                | 4         | 21        | Sinai-Aufstand                        |